# Personaje pornográfico

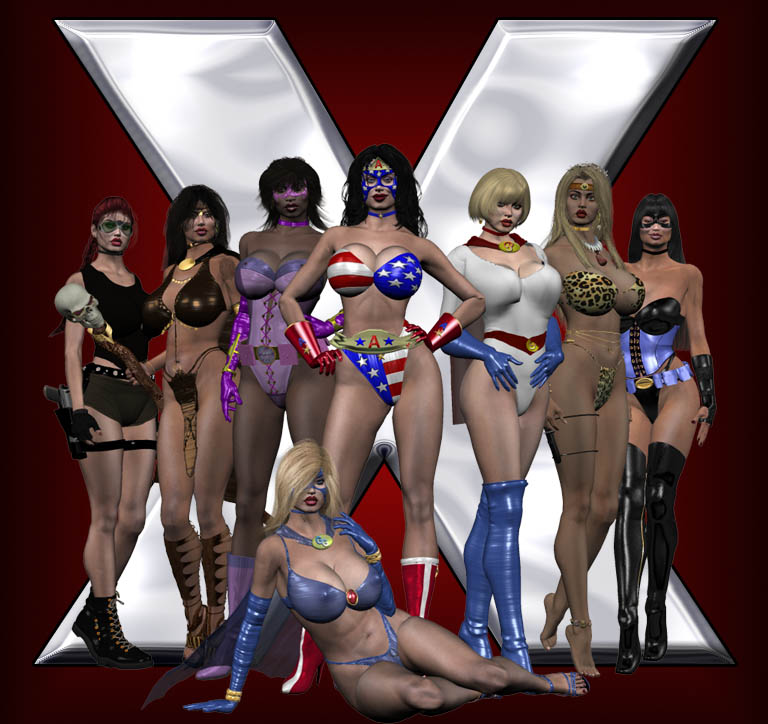
Personajes pornográficos femeninos de dangerbabecentral.com por Mr. X.

Un personaje pornográfico es una persona ficticia que protagoniza una o varias obras pornográficas de cualquier tipo: novela, cine, cómic,etc. Pero existen dificultades a la hora de definir la pornografía y diferenciarla del erotismo.
Tanto los personajes pornográficos masculinos como los femeninos suelen mostrar un apetito sexual inagotable, sin deseo de cortejar ni de ser cortejadas y con total despreocupación por los efectos del sexo sin anticonceptivos, pese a existir excepciones.
Al contrario que lo sucedido en otros géneros, los personajes pornográficos no suelen parecerse a persona real alguna, más bien son los deseos sexuales masculinos, a quien suele ir dirigidos. Tanto es así que pueden plasmar conductas poco naturales, pero existen discrepancia sobre si actitudes desenfrenadas como esas serían perjudiciales para la especie o no.

## Características generales
Un personaje pornográfico es cualquiera que aparece dentro de una obra encuadrada en tal género. Por tanto pueden ser literarios, cinematográficos, sacados del cómic o incluso de videojuegos. En muchas ocasiones son versiones que van de un género a otro, ver más adelante. Sin embargo, académicos como Gabriela Castellanos Llanos (2011) indican la falta de una definición única y mucho menos válida para la pornografía, pues cada una procede de un ámbito distinto y con un fin concreto, no generalista. De la misma manera, tampoco están bien definidas las diferencias entre pornografía y erotismo.
Tanto en hombres como en mujeres las características son parecidas, algo prácticamente imposible fuera del ámbito ficticio debido al dimorfismo sexual, que también se da en los comportamientos, según Remedios Morales. Además comparten multitud de comportamientos que no lo harían en caso de ser hombres y mujeres reales, entre ellos la casi total inexistencia ni deseo de usar métodos anticonceptivos.

### Personaje pornográfico femenino
Según autores como la psicóloga Pilar Muñoz, la pornografía es un género primordialmente masculino. Así, los personajes pornográficos femeninos siguen las líneas del deseo varonil:
- Ligeras de ropa: con minifalda o pantalones cortos y escotes pronunciados. En muchos casos directamente desnudas.[3]
- Luciendo uniforme: las prendas de uniforme gustan a los dos sexos, pero en el caso de los hombres aumenta el atractivo aquellas que connotan cierta jerarquía.[4] Títulos como Royal Gentlemen Club publican diferentes historias con enfermeras, muchachas del Ejército de Salvación, marineras y mujeres policía.[5]
- Siempre dispuestas al sexo,[6] como si sufrieran un celo animal, en lugar del celo fingido humano.[7]
- Sin reparos a la hora de realizar sexo en grupo,[6] cuando es una práctica muy rara entre las mujeres.[8]
- Con tendencias lésbicas o bisexuales.[n. 4]
- Con un cuerpo según las modas, desde finales de los años cuarenta imperan el estilo big boobs.[9]
- Llevando toques fetichistas, incluso en el momento de realizar el acto sexual, como son los tacones altos en zapatos y botas,[10] las medias con liguero, los collares...
- No necesitan ser cortejadas para copular.[3] Incluso en relaciones lésbicas el sexo es inmediato, sin una relación afectiva previa ni posterior.[11]
- Después de hacer el amor no demandan atención por parte de su pareja.[3]
- Gozan cuando son violadas,[12] incluso lo anhelan. Estando en contraposición con mujeres reales, pues Gabriela Castellanos Llanos y otros expertos afirman que una mujer no desea ser violada por muchas fantasías parecidas que tenga.[13]

### Personaje pornográfico masculino
Casos como el camionero de Ruta 69 sigue las siguientes líneas:
- Hombres musculados y fuertes.
- Sin problemas en la erección, aun teniendo una edad considerable.[14]
- No mantienen ni desean mantener una relación afectiva con las mujeres.[3]
- Despiertan un deseo instantáneo en ellas al mostrar sus genitales.[3]

### Excepciones a la regla
Existen muchas más características según los distintos subgéneros pornográficos, que son tan variados como la propia sexualidad humana, pero todos o casi todos cuentan con sus excepciones.
Para el caso de los personajes femeninos pueden encontrarse protagonistas opuestas en muchos aspectos, pero no en todos. Un caso lo constituirían Ms. Americana o Got-Gal, en general todas las mujeres renderizadas por Mr. X, que no muestran ningún deseo desenfrenado de sexo y no sienten ningún placer al ser violadas, por más que la segunda pueda disfrutar con fantasías sexuales parecidas. Además, sí se mencionan los métodos anticonceptivos e incluso el aborto. En cambio, todas son voluptuosas y ligeras de ropa. En otras novelas gráficas las mujeres deseosas de sexo constituyen una excepción y el resto deben pasar por algún tipo de trance para adquirir comportamientos ninfomaníacos, un ejemplo es la saga Metrobay Chronicles.
De igual modo pueden encontrarse muchas excepciones entre los protagonistas. Por ejemplo, los títulos de la colección Royal Gentlemen Club, entre otras, muestra varones bajos, delgados o rollizos. Otros personajes pueden ser musculosos, pero sí cortejan previamente sus mujeres y desean mantener una relación afectiva con ellas.

## Los personajes pornográficos no son reales
En primer lugar, es necesario subrayar que las obras pornográficas son casos ficticios, lo mismo que las situaciones aparecidas en ellas, algo común la mayoría de los guiones de películas, cómics y novelas pertenecientes a otros géneros. La diferencia con la pornográfico radica en que no se pueden encontrar personas reales así, ni sus actos pueden estar basados en personas reales. Son fantasías masculinas. Laura Hudson recoge la expresión de David Simon "hombres con tetas" para referirse a esas "voces de hombres saliendo de rostros femeninos", refiriéndose a los cómic eróticos de superhéroes donde mujeres como Catwoman parecen desesperadas porque las hagan caso. Para Remedios Morales lograr tener sexo con otra personas es y debe ser difícil y largo, el cortejo. Por una razón biológica de supervivencia, las hembras de muchas especies exigen ciertos pagos en forma de regalos o buenos genes para llevar mejor la posterior cría de los vástagos o transmitirles mejor herencia genética. Según la misma escritora, la proliferación de la promiscuidad femenina, como se da en las hembras de otras especies, sería perjudicial en último término para la especie humana y peligrosa para la sociedad. En la vida real existen casos de tríos, pero son la excepción y no la regla. Por otra parte se celebran orgías y sexo en grupo, sin embargo las mujeres que participan en ellos suelen ser profesionales, ante la falta de voluntarias, pues este tipo de prácticas suelen desagradar al sexo femenino.
Pese a todo, el punto de vista según el cual actitudes sexuales despreocupadas por las consecuencias pueden ser perjudiciales para los humanos no es compartido por todos los profesionales. Sería el caso de la doctora Susan Blick, para quien "no se puede librar una batalla mientras se tiene un orgasmo", haciendo ver que una sociedad con más sexo sería también más pacífica, como lo son los grupos de bonobos africanos. Laura Hudson también indica su postura contraria a que sean liberadoras para la mujer actitudes como la ya mencionada de Catwoman cuando consigue hacer el amor con Batman, incluso ha sido duramente criticada por muchos lectores, quienes incluso la tachan de tener algo en contra de la promiscuidad femenina.
Según escritoras como Remedios Morales, este tipo de fantasías tampoco se deben intentar llevar a la práctica nunca, porque la fantasía es una idealización y la realidad tiene abundantes detalles que pueden arruinarla.

## Ejemplos de personajes pornográficos

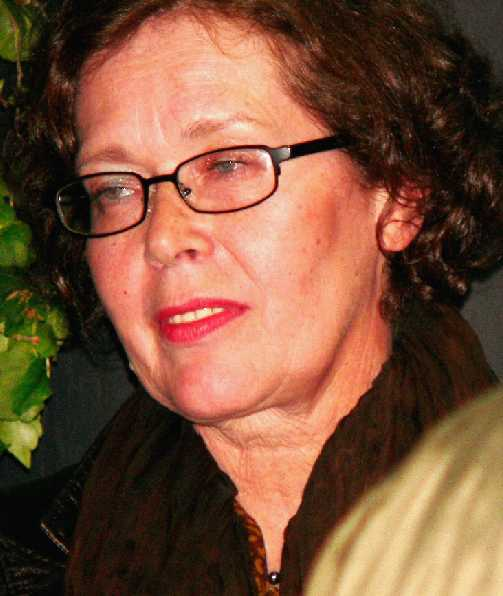
Sylvia Kristel interpretó a la famosa Emmanuelle.

Como se ha indicado, este tipo de caracteres aparecen en todas las formas de pornografía, ya sean en literatura, cine o cómics, incluso han generado secuelas, trilogías y sagas.
En el mundo literario uno de los más conocidos es O que comenzó con dos novelas escritas por Pauline Réage, pseudónimo de Dominique Aury, y pasó al cine con la ya famosa Historia de O. También ha sido muy popular la obra Emmanuelle, escrita por Emmanuelle Arsan, que generó toda una serie de películas con distintas actrices de diferentes razas. Otro tanto puede decirse del clásico escrito por Francisco Delicado La lozana andaluza, llevada también al cine por Vicente Escrivá.
En el mundo del celuloide se producen fenómenos curiosos, como que la misma actriz o actor pueden tomar idéntico nombres, pero no ser el mismo personaje. Sería el caso de Ilsa, la loba de las SS que generó una trilogía interpretada por Dyanne Thorne, con similar título y con la misma postura en el cartel; pero siendo personajes diferentes en diferentes épocas.
Este tipo de trilogías o sagas también aparecen en el cómic y el webcomic. Se pueden mencionar las heroínas del Dr. Robo en Metrobay Chronicles. También la gama de superheorínas renderizadas por Mr. X entre las que destacan las citadas aventuras de Ms. Americana, Got-Gal o Sara Kraft, esta última basada en un videojuego.